# Graissessac
Graissessac este o comună în departamentul Hérault din sudul Franței. În 2009 avea o populație de 699 de locuitori.

## Evoluția populației
| An        | 1975  | 1982 | 1990 | 1999 | 2006 | 2009 |
| --------- | ----- | ---- | ---- | ---- | ---- | ---- |
| Populație | 1.134 | 924  | 687  | 632  | 685  | 699  |